# スラッパー起爆式雷管

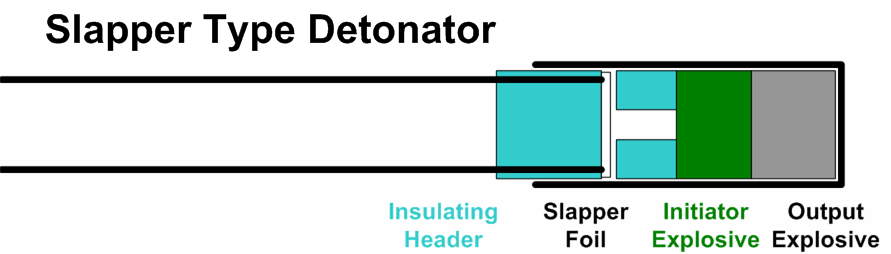
スラッパー起爆式雷管

スラッパー起爆式雷管（スラッパーきばくしきらいかん、英：slapper detonator）は、ローレンス・リバモア国立研究所で開発された比較的新しい雷管である。
この方式は、以前からある起爆電橋線型雷管の改良型である。
金属ワイヤーの爆発的な蒸発によって直接衝撃波を投射する代わりに、金属箔の爆発から発生するプラズマが「スラッパー」と呼ばれているもう一つの細い金属箔を運動させて、爆薬（ペンスリット、ヘキサニトロスチルベン）に衝撃波を与え、起爆させる。
この方式は効率が高く、電気エネルギーの最大30%がスラッパーの運動エネルギーに変わる。

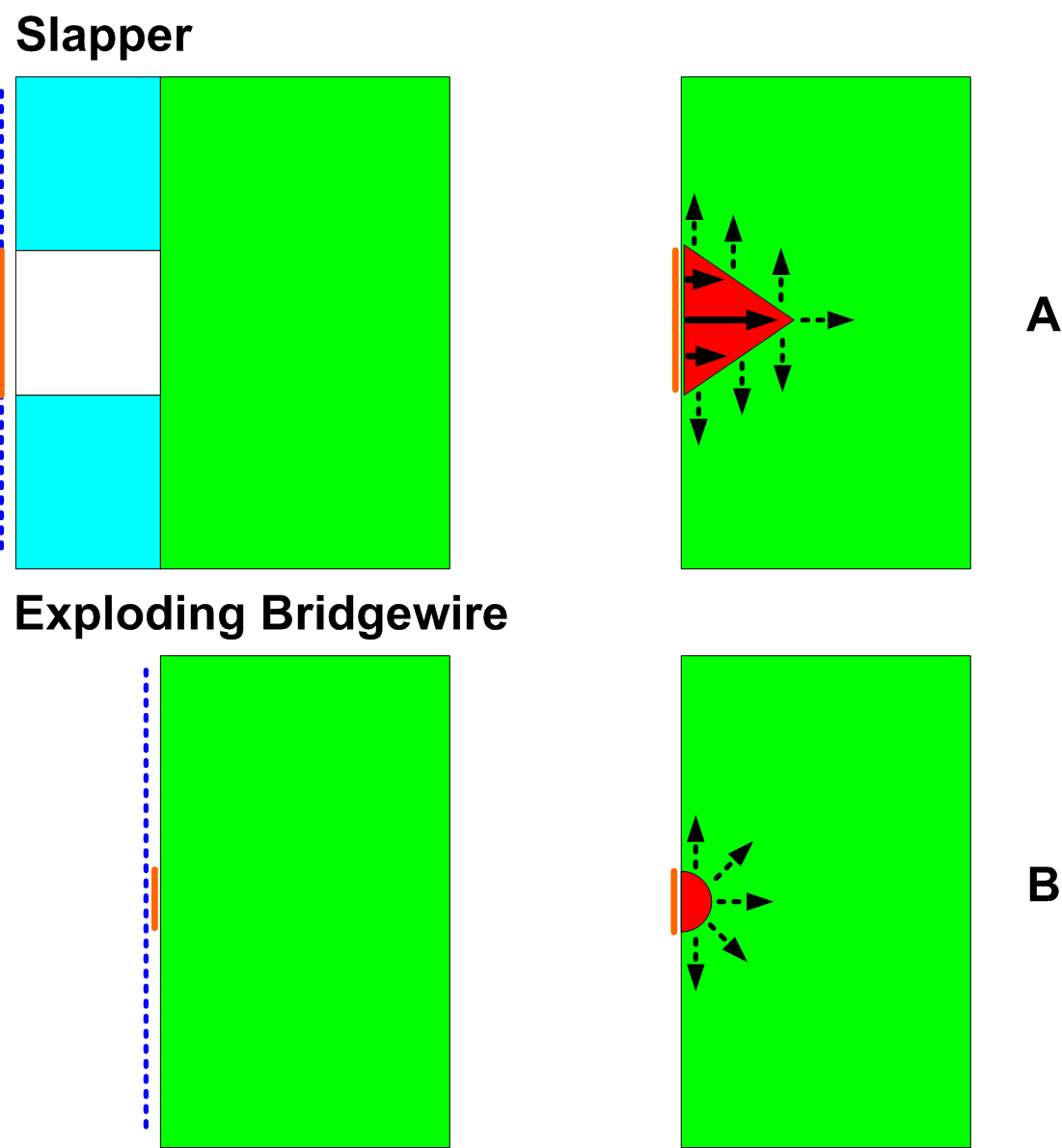
起爆を始めているスラッパーと電橋線型起爆装置の図。
(A)スラッパー起爆装置のペレットまたはフライヤーは表面のより広い領域に衝撃波を与える。エネルギーが側方に逃げた場合でも、衝撃波は爆薬を円錐状に圧縮して効率よく伝わる。
(B)電橋線型起爆装置は1点に衝撃波を与えるだけで、エネルギーは四散して失われてしまう。そのため、エネルギー効率が良くない。

起爆電橋線型雷管に比べて以下のような利点がある。
1. 金属箔は爆薬と接触しないため化学反応による腐食の危険が無い。
2. 爆薬が静電気などで誤爆する危険性を減らすことが出来る。
3. 従来の雷管のように敏感な起爆薬を必要としないため安定性が高い。
4. スラッパーペレットが高いエネルギーで爆薬に衝撃波を与えるため、起爆が確実である。
5. 起爆に必要な電源が小さくて済む。

この雷管を応用した、レーザー起爆型雷管も存在する。電線の代わりに光ファイバーを繋いで1ワットの固体レーザでレーザーパルスを送ることで金属箔を瞬時に蒸発させ、発生するプラズマでスラッパーを運動させる方式である。
スラッパー起爆装置は、近代兵器と航空宇宙のテクノロジーで多用されている。